# Ерофеев, Алексей Васильевич
Алексей Васильевич Ерофеев (1923—1945) — лейтенант Рабоче-крестьянской Красной Армии, участник Великой Отечественной войны, Герой Советского Союза (1945).

## Биография
Алексей Ерофеев родился 2 июня 1923 года в селе Ханино (ныне — в Суворовском районе Тульской области). Получил неполное среднее образование, после чего работал в колхозе. В июне 1942 года Ерофеев был призван на службу в Рабоче-крестьянскую Красную Армию и направлен на фронт Великой Отечественной войны. В 1943 году окончил курсы младших лейтенантов. Участвовал в битве за Днепр, освобождении Украинской ССР и Польши, боях на Сандомирском плацдарме. К январю 1945 года гвардии лейтенант Алексей Ерофеев командовал пулемётным взводом моторизованного батальона автоматчиков 62-й гвардейской танковой бригады 10-го гвардейского танкового корпуса 4-й танковой армии 1-го Украинского фронта. Отличился во время форсирования Одера.
В ночь с 23 на 24 января 1945 года Ерофеев во главе штурмовой группы, состоящей из пулемётчиков и сапёров, по тонкому льду преодолела Одер, ворвалась в немецкую траншею и выбила из неё противника. Огнём из пулемёта Ерофеев подавил огонь дота. Закрепившись на захваченных позициях, группа Ерофеева отбила несколько ожесточённых немецких контратак.
Указом Президиума Верховного Совета СССР от 10 апреля 1945 года за «образцовое выполнение боевых заданий командования на фронте борьбы с немецкими захватчиками и проявленные при этом отвагу и геройство» гвардии лейтенант Алексей Ерофеев был удостоен высокого звания Героя Советского Союза с вручением ордена Ленина и медали «Золотая Звезда» за номером 6013.
В конце апреля 1945 года во время боёв в Берлине Ерофеев получил тяжёлое ранение, от которого скончался в полевом госпитале 28 апреля 1945 года. Похоронен в городе Луккенвальде.

Мемориальная табличка на Чекалинской школе с именем А. В. Ерофеева

Навечно зачислен в списки личного состава воинской части. Был также награждён орденом Красного Знамени, двумя орденами Отечественной войны 1-й степени, орденом Красной Звезды.